# Almas Transparentes
Almas Transparentes je prvi solo album Christiana Cháveza, bivšeg člana popularnog sastava RBD. Prvi singl s albuma je "¿En Dónde Estás?" objavljen u siječnju 2010. godine.

## Popis pjesama
- 1. Almas Transparentes (Cesar Miranda)
- 2. Aún Sin Ti (Carlos Sánchez, Luis Sánchez, Victor Sánchez)
- 3. ¿En Dónde Estás? (Mauricio Arriaga)
- 4. Quiero Volar (Christian Chávez, Samo)
- 5. Baby (Christian Chávez, Mats Valentin)
- 6. Sígueme Y Te Seguiré (Peter Kvint, Jonas Myrin)
- 7. Y Si No Ves (Mauricio Arriaga)
- 8. Nunca Entendí (Christian Chávez, Samo)
- 9. Por Qué (Max Calo, Alejandro Learn)
- 10. Sexy Boy (Chris Rodríguez, Eduardo Renta)

Bonus pjesme (Meksiko)
- 11. Fiesta En El Coche
- 12. Ya Te Olvidé